# Камбери, Байрам
Байрам Камбери (алб. Bajram Kamberi; 1899, Жапокика — 1949, Гирокастра), также Байрам Камбери Ахматай — албанский антикоммунистический повстанец, один из лидеров Восстания Жапокики в 1948. Командир повстанческого отряда Чета «Баба Шефкети». После подавления восстания захвачен Сигурими, приговорён к смертной казни и расстрелян. В современной Албании признан патриотом и борцом за свободу и демократию.

## Конфликт с режимом
Родился в крестьянской семье албанских мусульман из деревни Жапокика округа Тепелена. Унаследовал хозяйство, занимался крестьянским трудом. Был женат, имел детей. При правлении короля Зогу, Байрам Камбери некоторое время служил в жандармерии.
Крестьянин Байрам Камбери не проявлял интереса к политике. Но он придерживался национал-патриотических взглядов и был привержен «внутреннему строю» албанской крестьянской общины. Этот строй основывался на широкой автономии, вплоть до независимости от государственной власти. Итальянский дипломат Пьетро Куарони называл албанских крестьян «последними свободными людьми Европы» и предсказывал жёсткое столкновение с марксистскими политическими силами. Поэтому Камбери был противником Коммунистической партии (КПА) и режима Энвера Ходжи, установленного в НРА.
Новое партийное государство осуществляло агрессивное вторжение в традиционный крестьянский уклад. Административно-бюрократическая централизация, начало коллективизации, конфискации земельной и иной собственности, растущие налоги, принудительная атеизация, политические репрессии вызывали активное сопротивление. Были подавлены вооружённые акции Балли Комбетар, несколько крупных восстаний на севере страны. Юг Албании, особенно область Гирокастра, включавшая Тепелену, считался оплотом КПА. Однако и здесь ширилось крестьянское недовольство. Особенно обострилось положение с января 1948, когда Сигурими расстреляла в Гирокастре нескольких авторитетных жителей Тепелены — в том числе исламского проповедника-бекташи Шефкета Махмутая и поэта Али Томори.

## Командир повстанческого отряда

### Формирование «Баба Шефкети»
Антикоммунистическую и антиправительственную агитацию в Жапокике вёл крестьянин Джемаль Брахими — республиканский националист, активист Балли Комбетар и партизан Второй мировой войны. В сентябре 1948 Брахими предложил перейти к вооружённой борьбе против режима КПА. В этом он нашёл отклик у нескольких десятков односельчан и жителей близлежащих деревень Тепелены. Байрам Камбери активно поддержал Джемаля Брахими.
28 сентября 1948 в Жапокике состоялось тайное собрание. Три десятка крестьян создали антикоммунистический повстанческий отряд, получивший название Чета Баба Шефкети (в честь казнённого коммунистами проповедника Шефкета Махмутая). Командиром отряда был избран 49-летний Байрам Камбери — как авторитетный сельский хозяин, имеющий военно-полевой опыт в жандармерии. Политическим комиссаром стал 30-летний Джемаль Брахими. Активным боевиком был брат командира Сафет Камбери.
Оперативный план состоял в захвате нескольких деревень Тепелены и Берата с закреплением на освобождённой территории. Расчёт строился на том, что пример отряда стимулирует крестьянские восстания по всей стране, способствует прорыву в Албанию вооружённых эмигрантов Мидхата Фрашери и Абаса Эрменьи и поддержке со стороны США и Великобритании. После чего с разных направлений будет развёрнуто наступление на Тирану.
Отряд имел свою политическую программу: «Свержение коммунистической власти, создание националистического и демократического правительства». Была принята символика: флаг Албании без коммунистической звезды, серпа и молота и повстанческий гимн с призывом к борьбе именем Скандербега, Махмутая и Томори. Вступавшие в отряд давали клятву соратника.
Байрам Камбери являлся командиром отряда, отдавал боевые приказы, активно участвовал в боестолкновениях. Однако исследователи полагают, что реально лидером восстания, его идеологом-вдохновителем и практически организатором был Джемаль Брахими, которому помогал в этом шурин Суло Заими.

### Бои и плен
Первая акция четы «Баба Шефкети» пришлась на 1—2 октября 1948. Повстанцы выдвинулись из Жапокики в соседнюю деревню Комчишти и провели там антикоммунистический митинг. Затем отряд ушёл. Ночью Сигурими и полиция арестовали трёх жителей деревни, вступивших в «Баба Шефкети».
2 октября 1948 в Комчишти произшло боестолкновение: повстанцы под командованием Камбери и Брахими атаковали правительственные силы и освободили своих соратников. Были убиты лейтенант Сигурими Джезо Макаши и подчинённый ему полицейский. Двое осведомителей Сигурими были взяты в плен, но вскоре отпущены. В ознаменование победы был снова проведён митинг с пением гимна «Баба Шефкети».
Превосходящие силы Сигурими и полиции вынудили отряд к отступлению. Отход осуществлялся разделившимися группами в направлении албано-греческой границы. Крупнейшую группу вёл Джемаль Брахими через деревни Рабия и Леван. Братья Камбери отступали иным путём. 8 октября 1948 произошло решающее боестолкновение правительственного подразделения с группой Брахими. С обеих сторон погибли по два человека, но отряд как организованная сила перестал существовать.
Два месяца Байрам Камбери в одиночку скрывался в лесах, стараясь добраться до границы. Знание местности и жандармский опыт позволили ему несколько раз отстреляться и уйти от преследования. Но в январе 1949 был взят в плен Сигурими и доставлен в Гирокастру. (Сафет Камбери ранее погиб в перестрелке.)

## Суд и казнь
Процесс в военном суде Гирокастры состоялся весной 1949. Перед судом предстали 25 повстанцев Четы «Баба Шефкети». Байраму Камбери вменялось руководство антикоммунистическим отрядом, командование мятежом, личное участие в вооружённой борьбе, антиправительственная пропаганда, сопротивление при аресте — причём с отягчающими обстоятельствами.
Обвиняемые признавали свои антикоммунистические взгляды и совершённые действия. Байрам Камбери открыто заявлял о своей враждебности режиму, характеризовал коммунистическую политику как антикрестьянскую и антинародную. В то же время он не признавал обвинения в убийстве лейтенанта Макаши — и оно действительно было снято (обстоятельства гибели Макаши доподлинно не установлены по сей день; не исключено, что он был убит агентами Сигурими как «несправившийся с ситуацией»).
Приговор был вынесен 4 июня 1949. Подсудимые были признаны виновными по четырём пунктам официального обвинения: создание вооружённого формирования для свержения «народной власти», боевые действия против «органов народной власти» в нескольких деревнях Тепелены и Берата, убийство трёх представителей власти, угрозы убийством в отношении двоих осведомителей. Байрам Камбери и Сефер Юзейри (руководитель повстанческого ликвидационной группы) были приговорены к смертной казни, остальные подсудимые — к различным срокам тюремного заключения и принудительных работ. Джемалю Брахими удалось бежать из НРА.
50-летний Байрам Камбери был расстрелян в Гирокастре. Перед казнью он успел крикнуть «Да здравствует Албания!»

## Память в современности
В современной Албании Восстание Жапокики считается актом народного сопротивления тоталитарной диктатуре. Байрам Камбери, командир повстанцев, признан албанским патриотом, борцом за свободу и демократию, достойным уважения вместе со своими соратниками. В 66-ю годовщину восстания президент Албании Буяр Нишани наградил коммуну Люфтинье, куда входят восставшие деревни, орденом «Честь нации». Президент Нишани особо выделил Байрама Камбери и Джемаля Брахими среди «бесстрашных и мудрых людей, поднявшихся на защиту достоинства и будущего».